# Artomyces
Artomyces Jülich (świecznik) – rodzaj grzybów należący do rodziny szyszkogłówkowatych (Auriscalpiaceae). W Polsce występuje tylko jeden gatunek.

## Charakterystyka
Owocniki krzaczasto lub drzewkowato rozgałęzione, o barwie zazwyczaj żywej; żółtawej, pomarańczowej lub czerwonawej. Saprotrofy.

## Systematyka i nazewnictwo
Pozycja w klasyfikacji: Auriscalpiaceae, Russulales, Incertae sedis, Agaricomycetes, Agaricomycotina, Basidiomycota, Fungi.
Nazwę polską podali Barbara Gumińska i Władysław Wojewoda. W polskim piśmiennictwie mykologicznym należące do tego rodzaju gatunki opisywane były także jako goździeniec, a Władysław Wojewoda w 2003 zaproponował nazwę świecznica.  

## Gatunki
- Artomyces adrienneae Lickey 2003
- Artomyces austropiperatus Lickey 2003
- Artomyces candelabrus (Massee) Jülich 1982
- Artomyces carolinensis Lickey 2003
- Artomyces colensoi (Berk.) Jülich 1982
- Artomyces costaricensis Lickey 2003
- Artomyces cristatus (Kauffman) Jülich 1982
- Artomyces dichotomus (Corner) Jülich 1982
- Artomyces divaricatus (Leathers & A.H. Sm.) Jülich 1982
- Artomyces microsporus (Qiu X. Wu & R.H. Petersen) Lickey 2003
- Artomyces novae-zelandiae Lickey 2003
- Artomyces piperatus (Kauffman) Jülich 1982
- Artomyces pyxidatus (Pers.) Jülich 1982 – świecznik rozgałęziony
- Artomyces stephenii Lickey 2003
- Artomyces tasmaniensis Lickey 2003
- Artomyces turgidus (Lév.) Jülich 1982

Wykaz gatunków (nazwy naukowe) na podstawie Index Fungorum.